# Imer
Imer là một đô thị ở tỉnh Trento ở vùng Trentino-Alto Adige/Südtirol của Ý, tọa lạc cách 50 km về phía đông của Trento. Tại thời điểm ngày 31 tháng 12 năm 2010, đô thị này có dân số 1.206 người và diện tích là 27,6 km².
Đô thị Imer có các frazioni (đơn vị trực thuộc, chủ yếu là các làng) Masi di Imèr and Pontet.
Imer giáp các đô thị: Siror, Canal San Bovo, Mezzano và Sovramonte.